# 25039 Chensun
25039 Chensun là một [[tiểu hành tinh vành đai chính]] được phát hiện ngày 17 tháng 8 năm 1998, bởi nhóm nghiên cứu tiểu hành tinh gần Trái Đất phòng thí nghiệm Lincoln ở Socorro.